# حارثة (اسم)
حارثة هو اسم مشتق من حرث الأرض أو حرث الأرض بالحرث أو الحرث. الشخص الذي يقطع الأرض لتزرع. واشتهر به حارثة بن سراقة.

## شخصيات يحملون الاسم
- حارثة بن النعمان
- حارثة بن سراقة
- حارثة بن شراحيل
- حارثة بن زيد مناة
- حارثة بن بدر الغداني
- حارثة الأول
- حارثة الثاني
- حارثة الثالث